# McDonnell Alpha Draco
Il WS-199D Alpha Draco è stato un missile balistico sperimentale sviluppato da McDonnell Aircraft Corporation alla fine degli anni cinquanta del XX secolo per studiare la fisica aerodinamica della traiettoria di rientro atmosferico denominata boost-glide. Nel 1959 furono condotti tre lanci di prova, di cui due ebbero successo.

## Storia del progetto

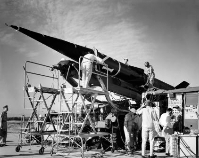
Preparazione al primo lancio, avvenuto il 16 febbraio 1959.

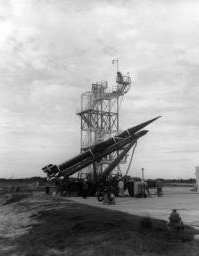
Preparazione al primo lancio, con il missile in posizione sul TEL.

Nel 1957 il Pentagono avviò il progetto Weapon System WS 199 relativo ad una serie di nuove armi strategiche destinate ad essere lanciate lontano dai confini nemici. Dotati di adeguata autonomia questi missili avrebbero messo al riparo i bombardieri dello Strategic Air Command dell'United States Air Force dalla reazione dei sistemi di difesa aerea allora in corso di sviluppo, cosi come invece sarebbe accaduto se fossero stati equipaggiati con il normale munizionamento nucleare di caduta. Vennero contattate diverse aziende al fine di avviare contemporaneamente lo sviluppo di diversi missili. Nelle intenzioni dell'USAF uno di questi missili doveva studiare la fisica aerodinamica della particolare traiettoria di rientro atmosferico denominata boost-glide (BGRV) e il suo eventuale utilizzo operativo. L'idea era stata proposta da Walter Dornberger, che si era trasferito alla McDonnell dopo aver lavorato per un breve periodo presso la Bell Aircraft. Di origini tedesca, Dornberger aveva originariamente lavorato all'idea come parte degli sforzi per estendere la gittata del missile balistico V-2 alla fine della seconda guerra mondiale.

## Descrizione tecnica
Il missile WS-199D Alpha Draco era un'arma bistadio, lungo 14,05 m, e largo 79 cm. L'arma era propulsa da un motore razzo a propellente solido Thiokol TX-20, già utilizzato dal missile MGM-29 Sergeant, che forniva una spinta di 50.000 lbf  (222 kN) per 32 secondi con il primo stadio, e da un Thiokol TX-30 da 12.300 lbf (54,8 kN) per 37 secondi per il secondo stadio. Il raggio d'azione con traiettoria balistica era di 390 km. La testata bellica non venne mai definita.
Il veicolo di rientro che trasportava il carico utile era modellato aerodinamicamente, utilizzando il principio del corpo portante per fornire portanza aerodinamica. In seguito all'esaurimento del propellente del primo stadio, il veicolo sarebbe rimasto in volo inerziale per un breve periodo prima dell'accensione del secondo stadio. L'esaurirsi del propellente del secondo stadio sarebbe stato seguito dall'ingresso del veicolo nella fase planata del volo, che sarebbe terminata con una picchiata sul bersaglio. Durante il volo planato il veicolo sarebbe entrato in una fase di rollio al fine di limitare il riscaldamento aerodinamico. Il sistema di navigazione inerziale era fornito dalla Honeywell.

## Impiego operativo

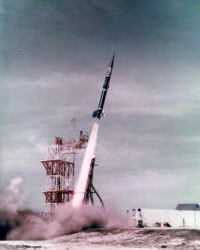
Terzo lancio del missile Alpha Draco avvenuto il 30 aprile 1959.

Per i collaudi del missile fu modificata la piattaforma di lancio 10 del Cape Canaveral Space Force Station per includere un efficiente deflettore di fiamma e un lanciatore mobile ruotato modificato da quello utilizzato dal missile MGR-1 "Honest John".
Nel 1959 vennero effettuati tre lanci di prova del missile Alpha Draco, tutti utilizzando il rimorchio di lancio. Il primo lancio avvenne il 16 febbraio, ed ebbe successo, così come il secondo avvenuto il 16 marzo, ed entrambi raggiunsero gli obiettivi prefissati. Il lancio finale dell'Alpha Draco avvenne il 30 aprile, ma a causa di un guasto al sistema di controllo del volo il missile fu distrutto tramite telecomando a distanza di sicurezza. Fino ad allora il costo del programma, dichiarato concluso, aveva raggiunto la cifra totale di circa 5 milioni di dollari, equivalenti a 46 milioni dollari odierni.
Il programma aveva dimostrato che il veicolo era in grado di generare un'efficienza aerodinamica di 3,5 a 1, consentendogli di estendere notevolmente la propria autonomia; fu anche il primo missile a raggiungere una velocità ipersonica all'interno dell'atmosfera. Sebbene i risultati dei test non fossero di uso immediato, essi fornirono dati preziosi utilizzati per il successivo Boost Glide Reentry Vehicle e i programmi ASSET e PRIME. Una migliore comprensione del processo di volo ipersonico portò anche ai progetti dei velivoli lifting body degli anni sessanta. La McDonnell Aircraft propose uno sviluppo del concetto Alpha Draco per il requisito USAF che sfociò nel programma del missile balistico intercontinentale Boeing LGM-30 Minuteman, ma il concetto di boost glide venne considerato troppo immaturo per lo sviluppo operativo.
Per sicurezza i silos dei Minuteman I vennero costruiti più profondi del necessario nel caso in cui, in futuro, venisse montata un'arma boost-glide. Anche se questo non è mai avvenuto, la profondità extra si è rivelata preziosa in quanto ha permesso al missile di crescere in lunghezza fino al design finale del Minuteman III, senza dover costruire nuovi silos.

### Fonti
1. 1 2 3 4 5 6 7 8 9  Designation Systems.
2. 1 2 3  Fiorini 2021, p. 83.
3. ↑  Brulle 2008, p. 89.
4. 1 2 3  Yengst 2010, p. 33.
5. 1 2 3  Yenne 2005, p. 67.
6. 1 2 3  Yengst 2010, pp. 38-39.
7. 1 2  Brulle 2008, p. 94.
8. ↑  (EN) Launch Complexes 9-10, su afspacemuseum.org, Air Force Space & Missile Museum. URL consultato il 30 novembre 2017 (archiviato dall'url originale il 30 novembre 2017).
9. ↑  Brulle 2008, p. 105.
10. ↑  Brulle 2008, p. 106.